# Still, still, still
Still, still, still, weil’s Kindlein schlafen will ist ein deutschsprachiges Weihnachtslied aus dem Salzburger Land.
Es ist auch im englischen Sprachraum bekannt, wobei es auch freiere Übersetzungen davon gibt.

## Geschichte
Das Lied soll 1819 aufgezeichnet worden sein. Bei der Melodie handelt sich um eine Volksweise aus dem Salzburger Land, die erstmals 1865 in Salzburg in einer Volksliedersammlung des Gründers des Salzburger Museums Carolino Augusteum, Maria Vinzenz Süß (1802–1868) gedruckt erschien. Eine abgewandelte Melodie gaben August Hartmann und Hyacinth Abele 1884 nach Aufzeichnungen aus Kiefersfelden und St. Margarethen (Tirol) heraus. Die standarddeutsche Textfassung wird Georg Götsch (1895–1956) zugeschrieben.

## Text
| Text in der Fassung von 1865 | Text in heute üblicher Fassung |
| 1. Still, still, still, weil’s Kindlein schlafen will! Maria thuat es niedersingen, Ihre keusche Brust darbringen. Still, still, still, weil ’s Kindlein schlafen will.       | 1. Still, still, still, weil’s Kindlein schlafen will. Maria tut es niedersingen, ihre keusche Brust darbringen. Still, still, still, weil ’s Kindlein schlafen will.          |
| 2. Schlaf, schlaf, schlaf, mein liabes Kindlein, schlaf!— Die Engel thuan schön musiziren, Bey dem Kindlein jubelliren, Schlaf, schlaf, schlaf, mein liabes Kindlein, schlaf. | 2. Schlaf, schlaf, schlaf, mein liebes Kindlein, schlaf! Die Englein tun schön musizieren, vor dem Kripplein jubilieren. Schlaf, schlaf, schlaf, mein liebes Kindlein, schlaf! |
| 3. Groß, groß, groß, die Liab ist übergroß! Gott hat den Himmels-Thron verlassen Und muaß reisen auf der Strassen; Groß, groß, groß, die Liab ist übergroß!                   | 3. Groß, groß, groß, die Lieb’ ist übergroß. Gott hat den Himmelsthron verlassen und muss reisen auf den Straßen. Groß, groß, groß, die Lieb’ ist übergroß.                    |
| 4. Auf, auf, auf, ihr Adams-Kinder auf! Fallet Jesum all zu Füaßen, Weil er für uns d’Sünd thuat büaßen, Auf, auf, auf, ihr Adams-Kinder auf.                                 | 4. Auf, auf, auf, ihr Adamskinder auf! Fallet Jesum all’ zu Füßen, weil er für uns d’Sünd tut büßen! Auf, auf, auf, ihr Adamskinder auf!                                       |
| 5. Wir, wir, wir, thun rufen all’ zu Dir! Thua uns des Himmels Reich aufschliessen, Wenn wir einmal sterben müassen, Wir, wir, wir, thun rufen all zu Dir.                    | 5. Wir, wir, wir, wir rufen all’ zu dir: Tu uns des Himmels Reich aufschließen, wenn wir einmal sterben müssen. Wir, wir, wir, wir rufen all’ zu dir.                          |

Oft singt man auch statt „Ihre keusche Brust darbringen“ alternativ „Ihre große Lieb darbringen“.

## Text auf Englisch
| Textgetreuere Fassung | Freiere Übersetzung |
| 1. Sleep, sleep, sleep, my precious baby sleep! Maria sings a lullaby sweet And lays her true heart at your feet. Sleep, sleep, sleep, my precious baby sleep!                | 1. Still, still, still, one can hear the falling snow. For all is hushed, the world is sleeping, Holy Star its vigil keeping. Still, still, still, one can hear the falling snow.                     |
| 2. Great, great, great, the love is more than great.— God has left his throne on high, To walk the street, to come us nigh. Great, great, great, the love is more than great. | 2. Sleep, sleep, sleep, ’tis the eve of our Saviour’s birth. The night is peaceful all around you, Close your eyes, Let sleep surround you. Sleep, sleep, sleep, ’tis the eve of our Saviour’s birth. |
| 3. Rise, rise, rise, all Adam’s children rise. O, kneel at the feet of Jesus now, Our sins to atone he did vow. Rise, rise, rise, all Adam's children rise.                   | 3. Dream, dream, dream, of the joyous day to come. While guardian angels without number, Watch you as you sweetly slumber. Dream, dream, dream, of the joyous day to come.                            |
| 4. We, we, we, ee all implore Thee: Open for us heaven’s gate Let your kingdom be our fate. We, we, we, – we all implore Thee.                                                | 4. Still, still, still, let baby sleep its fill, The angels are all jubilating By the manger, music making. Still, still, still, let baby sleep its fill.                                             |
| 5. Rest, rest, rest, allow the Child to rest. Saint Joseph snuffs the candle out, Angels are guarding all about. Rest, rest, rest, allow the Child to rest.                   | |

## Melodie
Quelle für die Melodiefassung: